# 윈백
윈백(WinBack, 북아메리카 출시명: WinBack: Covert Operations, 오스트레일리아/유럽 출시명: Operation: WinBack)은 오메가 포스(코에이의 한 부문)가 개발한 3인칭 슈팅 비디오 게임으로, 1999년 닌텐도 64용으로, 2000년 플레이스테이션 2용으로 배급되었다. 스토리는 레이저 위성의 지휘본부를 잠입하는 비밀 요원 Jean-Luc Cougar가 등장한다.

## 평가
리뷰 애그리게이터 웹사이트 메타크리틱에 따르면 플레이스테이션 2 버전은 대체로 평이한 평가를 받았다.
| 평론 점수 평론사 점수 N64 PS2 에지 6 / 10 [ 2 ] 4 / 10 [ 3 ] EGM N/A 7.33 / 10 [ 4 ] 패미츠 30 / 40 [ 5 ] 30 / 40 [ 6 ] 게임 인포머 7.75 / 10 [ 7 ] 7.5 / 10 [ 8 ] 게임 레볼루션 N/A C [ 9 ] 게임팬 (E.M.) 94% [ 10 ] 90% [ 11 ] N/A 게임프로 [ 12 ] [ 13 ] 게임스팟 6.1 / 10 [ 14 ] 7.2 / 10 [ 15 ] 하이퍼 92% [ 16 ] N/A IGN 8 / 10 [ 17 ] 7.3 / 10 [ 18 ] N64 매거진 83% [ 19 ] N/A 넥스트 제네레이션 [ 20 ] [ 21 ] 닌텐도 파워 7.2 / 10 [ 22 ] N/A OPM (US) N/A [ 23 ] 통합 점수 게임랭킹스 75% [ 24 ] 71% [ 25 ] 메타크리틱 N/A 66 / 100 [ 1 ] |                |           |
| 평론 점수 |                |           |
| 평론사 | 점수           | 점수      |
| 평론사 | N64            | PS2       |
| 에지 | 6 / 10         | 4 / 10    |
| EGM | N/A            | 7.33 / 10 |
| 패미츠 | 30 / 40        | 30 / 40   |
| 게임 인포머 | 7.75 / 10      | 7.5 / 10  |
| 게임 레볼루션 | N/A            | C         |
| 게임팬 | (E.M.) 94% 90% | N/A       |
| 게임프로 | [ 12 ]         | [ 13 ]    |
| 게임스팟 | 6.1 / 10       | 7.2 / 10  |
| 하이퍼 | 92%            | N/A       |
| IGN | 8 / 10         | 7.3 / 10  |
| N64 매거진 | 83%            | N/A       |
| 넥스트 제네레이션 | [ 20 ]         | [ 21 ]    |
| 닌텐도 파워 | 7.2 / 10       | N/A       |
| OPM (US) | N/A            | [ 23 ]    |
| 통합 점수 |                |           |
| 게임랭킹스 | 75%            | 71%       |
| 메타크리틱 | N/A            | 66 / 100  |